# ألفرد فراي
ألفرد فراي (بالإنجليزية: Alfred Fry)‏ (1864 بساوثهامبتون في المملكة المتحدة - 15 مايو 1930 بساوثهامبتون في المملكة المتحدة) هو لاعب كرة قدم بريطاني (وحمل سابقاً جنسية المملكة المتحدة لبريطانيا العظمى وأيرلندا) في مركز الدفاع. لعب مع نادي ساوثهامبتون.